# Біблійна енциклопедія архімандрита Никифора
«Ілюстрована повна популярна Біблійна енциклопедія» архімандрита Никифора — біблійна енциклопедія 1891 року. Автор — архімандрит Никифор (в миру Олексій Михайлович Бажанов 1832—1895 роки) — духовний письменник, настоятель Високо-Петрівського монастиря (Москва).
В енциклопедію включено близько 7500 пояснень різних понять із книг Старого і Нового Заповітів. При цьому богословські терміни, за винятком термінів строго біблійного значення, не приведені.
В 1989 році енциклопедія була перевидана репринтним способом німецьким християнським видавництвом «Світ на сході», а в 1990 році видана в СССР. У 2000 році видавництвом «АСТ» було здійснено видання в новій орфографії зі зміною пагінації і розміщення ілюстрацій. У 2002—2005 роках видавництвом «ЛОКИД-ПРЕСС» була підготовлена і видана трьома виданнями нова версія «Біблійної енциклопедії», в яку були внесені стилістичні виправлення і вивірені фактологічні дані.